# Joseph Lux
Joseph Lux, né le 1er mai 1879 à Thaon et mort le 13 mars 1960 à Girmont, est un gymnaste français.

## Biographie

### Championnats du monde
- Anvers 1903
  -  médaille d'or au concours par équipes
  -  médaille d'or au cheval d'arçons
  -  médaille d'argent aux concours général individuel
  -  médaille d'argent aux anneaux

- Prague 1907
  -  médaille d'or aux barres parallèles
  -  médaille d'argent au concours par équipes